# Rojnik
Rojnik je priimek več znanih Slovencev:
- Ina Rojnik, atletinja
- Ivan Rojnik (*1947), teolog, filozof in pedagog (katehetik, homilet ...)
- Josip Rojnik (1891—?) trgovec, Sokol
- Luka Rojnik, hmeljar in pivovar
- Naca Rojnik, kiparka
- Petra Rojnik (1972—2015), igralka
- Štefan Rojnik (1849—?), računski revizor, učitelj slov.
- Žana Rojnik, atletinja